# Ундекапразеодимпентатетраконтартуть
Ундекапразеодимпентатетраконтартуть — бинарное неорганическое соединение
празеодима и ртути
с формулой Hg45Pr11,
кристаллы.

## Получение
- Сплавление стехиометрических количеств чистых веществ:

{\displaystyle {\mathsf {11Pr+45Hg\ {\xrightarrow {270^{o}C}}\ Hg_{45}Pr_{11}}}}

## Физические свойства
Ундекапразеодимпентатетраконтартуть образует кристаллы
кубической сингонии,
пространственная группа F 43m,
параметры ячейки a = 2,1786 нм, Z = 8,
структура типа ундекасамарийпентатетраконтакадмия Sm11Cd45
.
Этому соединению также приписывается формула Hg4Pr и параметры кристаллов:
кубическая сингония,
ячейка a = 1,0895 нм, Z = 1 .
Соединение образуется по перитектической реакции при температуре 270°C.